# Снеток

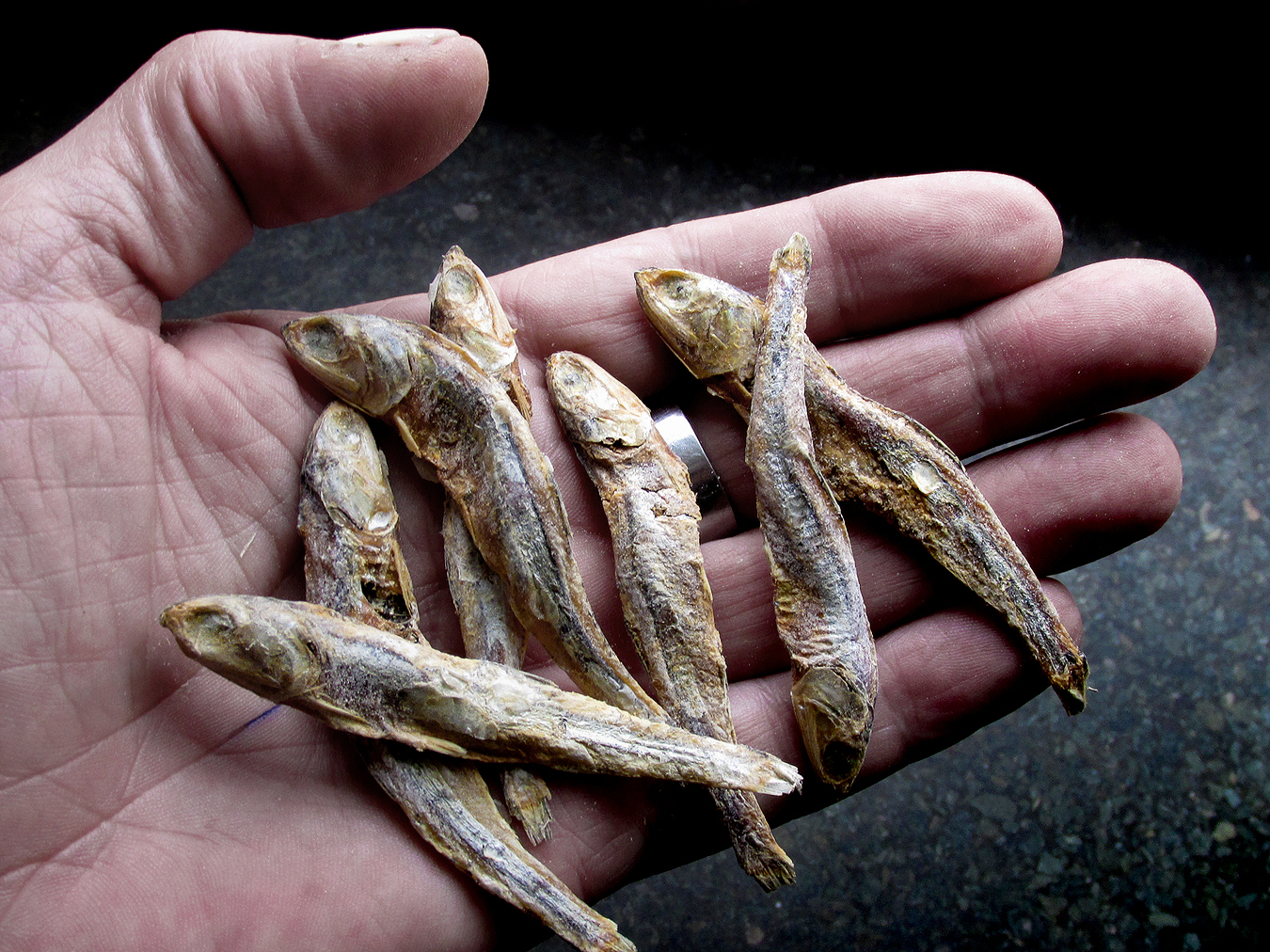
Сушёные снетки.

Снето́к (лат. Osmerus eperlanus eperlanus m. spirinchus) — вид рыб, мелкая озёрная форма (озёрная разновидность) европейской корюшки.
В другом источнике указано что Снето́к, снетки́ мн. или снеток и сняток, рыбка вандыш, Osmerus eperlanus, ловимая в Белом озере и других; в продаже сушеная. На начало XX столетия Снеток являлся наиболее мелкой из промысловых рыб. 

## Описание

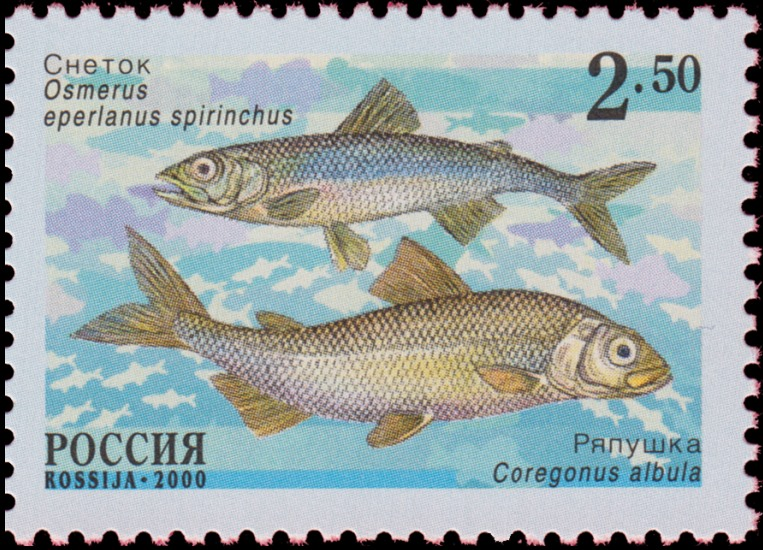
Снеток на почтовой марке

Небольшая рыба длиной до 18 сантиметров (обычно не более 10 сантиметров), типичной массой 6 — 8 грамм, в другом источнике указано что обыкновенная его величина 7,5 — 10 сантиметров, очень редко 15 сантиметров. Спина тёмная с серо-зелёным оттенком, бока серебристые, брюшко беловатое. Хвостовой плавник имеет тёмный край. Только что пойманная рыба издаёт характерный запах свежих огурцов.
Во времена Союза ССР снеток промышленно добывался на Белом озере, позднее снеток спустился из Белого озера в бассейн Волги и теперь встречается в Рыбинском, Горьковском, Куйбышевском и Саратовском водохранилищах. Обитает в озёрах бассейна Балтийского моря, Верхней Волги и бассейна рек Онеги, Печоры, озере Ильмень.
Стайные рыбы, держатся преимущественно у берегов. Питаются мелкими ракообразными, составляющими планктон. Нерест в различных водоёмах с февраля по май, в зависимости от сроков ледохода и прогрева воды до необходимой температуры (от 4 °C). Нерест происходит во впадающих в озеро реках и ручьях, а также в озёрах вблизи мест впадения рек.
Рыба имеет существенное промысловое значение. Снеток сушат методом горячей сушки. Перед сушкой снетка промывают и солят в насыщенном соляном растворе или сухим способом. Полученный полуфабрикат промывают и частично отмачивают в воде, а затем сушат на противнях и сетках в сушильных печах. Термическая обработка снетка продолжается 3,5 — 4,5 часа и проходит стадии пропекания, подсушки и собственно сушки. Готовый продукт упаковывают в деревянные ящики или картонные коробки. Выход сушёного снетка составляет 30 % — 34 % от массы сырья. Основное производство солёно-сушёного снетка сосредоточено в районе озёр северо-западных областей России.

## Блюда
- Снетови́ца (снятовица) ж. пск. — селянка со снетками[3].
- Снето́чный и снетковый нава́р[3].
- Снетови́к пск. — пирог со снетками[3].
- Снетови́ца — похлебка со снетками[3].